# Monika Retschy
Monika Retschy (* 5. prosince 1991 Mnichov) je německá reprezentantka ve sportovním lezení, mistryně Německa a vítězka Německého poháru v boulderingu.

## Výkony a ocenění
- 2006,2009,2010: juniorská mistryně Německa (kat. B a juniorky)
- 2010: juniorská mistryně Bavorska
- 2010,2011,2012: mistryně Bavorska
- 2014: sedmé místo na mistrovství světa
- 2013,2015: dvakrát byla ve finále mistrovství Evropy čtvrtá
- 2013,2016: vítězka německého poháru
- 2016: nominace na Světové hry 2017 za výkon na SP 2016, skončila pátá
- 2017: mistryně Německa

### Závodní výsledky
| Světové hry | Světové hry |
| Rok         | 2017        |
| ----------- | ----------- |
| Bouldering  | 5           |

| Mistrovství světa | Mistrovství světa | Mistrovství světa | Mistrovství světa |
| Rok               | 2012              | 2014              | 2016              |
| ----------------- | ----------------- | ----------------- | ----------------- |
| Bouldering        | 12                | 7                 | 20                |

| Světový pohár | Světový pohár | Světový pohár | Světový pohár | Světový pohár | Světový pohár | Světový pohár | Světový pohár | Světový pohár           |
| Rok           | 2010          | 2011          | 2012          | 2013          | 2014          | 2015          | 2016          | 2017                    |
| ------------- | ------------- | ------------- | ------------- | ------------- | ------------- | ------------- | ------------- | ----------------------- |
| Bouldering    | 0             | 28-29         | 14            | 11            | 12            | 14            | 5             | 18                      |
| jednotlivě*   | ,33,          |               |               |               |               |               | ,             | ,31,16,21, 18,15,10,29, |

* Pozn.: nalevo jsou poslední závody v roce
| Mistrovství Evropy | Mistrovství Evropy | Mistrovství Evropy | Mistrovství Evropy |
| Rok                | 2013               | 2015               | 2017               |
| ------------------ | ------------------ | ------------------ | ------------------ |
| Bouldering         | 4                  | 4                  | 25-26              |

| Mistrovství Německa | Mistrovství Německa |
| Rok                 | 2017                |
| ------------------- | ------------------- |
| Bouldering          | 1                   |

| Německý pohár       | Německý pohár | Německý pohár | Německý pohár | Německý pohár | Německý pohár | Německý pohár | Německý pohár |
| Rok                 | 2007          | 2008          | 2011          | 2012          | 2013          | 2015          | 2016          |
| ------------------- | ------------- | ------------- | ------------- | ------------- | ------------- | ------------- | ------------- |
| Bouldering          | 5             | 4             | 2             | 2             | 1             | 3-4           | 1             |
| jednotlivě* (6/5/2) | ,-,8          | 7,5,,7        | 4,,           | ,-,           | ,             | ,7,9          | 9,,           |

* Pozn.: nalevo jsou poslední závody v roce